# Woodstock (hrabstwo Ulster)
Woodstock – jednostka osadnicza w Stanach Zjednoczonych, w stanie Nowy Jork, w hrabstwie Ulster.